# Ini I.
Merhotepre Ini ali Ini I. je bil triintrideseti faraon Trinajste egipčanske dinastije, ki je vladala v drugem vmesnem obdobju Egipta. Po Torinskem seznamu kraljev je vladal malo časa: 2 leti, 3 ali 4 mesece in 9. dni  v zgodnjem 17. stoletju pr. n. št.

## Dokazi
Merhotepre Ini je dokazan na skarabejskem pečatu  neznanega izvora, ki je zdaj v Petriejevem muzeju, in napisu na pokrovi vrča. ki je zdaj v muzeju v Los Angelesu (LACMA, M.80.203.225). Priimek Merhotepre je tudi na skarebejskem pečatu, verjetno iz Fajuma, Karnaškem seznamu kraljev in steli iz Abidosa (Kairo CG 20044). Priimek bi se lahko nanašal tudi na Merhotepre Sobekhotepa. Na Torinskem seznamu kraljev je omenjen kot naslednik Merneferre Aja. 

## Kronološki položaj
Natančen kronološki položaj Inija I. znotraj Trinajste dinastije ni zanesljiv zaradi nezanesljivih položajev njegovih predhodnikov. Darell Baker ga šteje za 33. faraona dinastije, Ryholt za 34., v nekaterih študijah, ki jih ima Baker za  "nebulozne", pa je uvrščenna 28. mesto.

## Družina
Ini I. je kljub temu, da je vladal malo časa, dokazan v primarnih virih, na primer na Juridični steli. Dokument je datiran v prvo leto vladanja kasnejšega tebanskega faraona Nebirirava I. Ima rodoslovno vsebino in pravi, da je bil Ajameru, sin vezirja Aja in faraonove hčerke Reditenes, v prvem letu vladanja Mehotepre Inija imenovan za guvernerja El Kaba. Vzrok za imenovanje je bila nenadna smrt guvernerja El Kaba Aja mlajšega, vezirja Ajevega najstarejšega sina in Ajamerujevega starejšega brata, ki ni imel potomcev. Dokument omenja nekega Kebsija  kot guvernerjevega sina in kasneje vezirja Ajameruja. Kairska Juridična stela omenja tudi prodajo položaja guvernerja El Kaba nekemu Sobeknaktu. Ta Sobeknakt I. je bil oče slavnega guvernerja Sobeknakta II., ki je v El Kabu zgradil eno od najlepših grobnic v drugem vmesnem obdobju Egipta. Ryholt iz napisov sklepa, da je bil Merhotepre Ini sin svojega predhodnika Aja I. 